# Leuchtturm Reykjanestá
Der Leuchtturm Reykjanestá steht an der Südwestspitze Islands auf der Halbinsel Reykjanesskagi. Der Vorgänger des heutigen Bauwerks war der erste Leuchtturm der Insel.

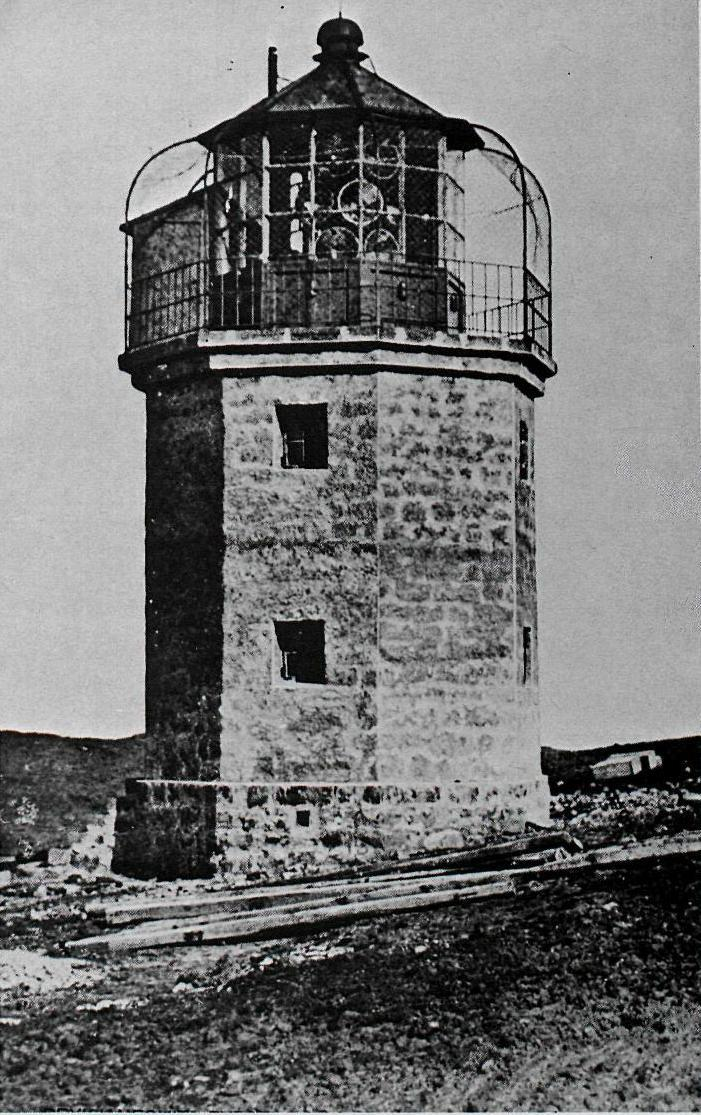
Alter Leuchtturm Reykjanestá, 1. Dezember 1878 bis 16. April 1908

Der Turm wurde zuerst auf dem Berg Valahnúkur in Reykjanes errichtet und am 1. Dezember 1878 in Betrieb genommen. Er war achteckig und 6,20 m hoch. Bei einem Erdbeben am 28. Oktober 1887 wurde der Turm schwer beschädigt. 1905 stand er nur noch 10 m von der Abbruchkante des Bergs entfernt, weshalb 1907/08 nach Plänen des dänischen Architekten Frederik Kiørboe (1878–1952) ein neuer Turm weiter landeinwärts auf dem Bæjarfell errichtet wurde. Der alte Turm wurde am 16. April 1908 gesprengt. Seit 1908 ist der heutige Turm in Betrieb, ein runder Betonturm mit traditionellem Aussehen. Er hat eine Bauhöhe von 31 Metern, der Feuerträger befindet sich in einer Höhe von 69 Metern über dem Meer. Der Turm ist weiß, nur der Lichtraum ist rot bemalt.
Das charakteristische Zeichen des Turms ist ein zweimaliges Blinklicht alle dreißig Sekunden. Auf dem Dach befindet sich ein gegen Erde isolierter, selbststrahlender Sendemast für einen DGPS-Sender, der auf der Frequenz 293,5 kHz sendet.
Der Turm steht auf der Grenze zwischen der amerikanischen und eurasischen Kontinentalplatte. Dadurch entfernt er sich von Europa- mit einer Geschwindigkeit von wenigen Zentimetern pro Jahr, etwa so langsam wie Fingernägel wachsen. Von hier könnte man auf dem Seeweg geradlinig und exakt nach Süden bis zur etwa 15.000 km entfernten Antarktis fahren.

## „Kleiner Reykjanesviti“
Das Leuchtfeuer des Turms von 1908 war aus Südosten nicht überall wahrnehmbar, da es durch die südlichen Ausläufer des Skálafells abgedeckt wurde. Daher entstand ca. 1700 m entfernt, direkt am Ufer ein weiterer Leuchtturm zur Ergänzung. Es ist ein auffälliger, oranger halbsechseckiger Betonturm mit integralem Laternenhaus.
|                                 | Positionskordinaten | Bau- jahr   | Höhe in m    | Höhe in m | Kennung        | Reichweite       | # |
| Bau                             | Positionskordinaten | Bau- jahr   | Feuer        |           | Kennung        | Reichweite       | # |
| ------------------------------- | ------------------- | ----------- | ------------ | --------- | -------------- | ---------------- | - |
| 63° 48′ 3,4″ N, 22° 41′ 44,6″ W | 1947                | 5 m (16 ft) | 25 m (82 ft) | Fl.W.3s   | 9 sm (16,7 km) | L 4468 18176 1,1 |   |